# Sonihat
Sonihat (Kasaan, Illa del Príncep de Gal·les, Alaska, 1855-1912) fou un cabdill haida, un dels darrers caps tradicionals, al sud-est d'Alaska.
Quan Sonihat va néixer ja feia 26 anys que havien arribat els missioners cristians metodistes, que anirien adquirint una importància creixent. A partir del 1858, en plena febre de l'or, van començar a comerciar amb l'or amb Victòria, el que va comportar baralles freqüents amb altres pobles, una inestabilitat que va fomentar la beguda i la prostitució. Una epidèmia de verola del 1862 va reduir la població de 500 a 50 persones a Old Kasaan. Davant aquesta situació desesperada, van optar per convertir-se al cristianisme. A la dècada del 1870 la cultura haida va tocar fons, i coincidint amb el final de la construcció de sepulcres i tòtems commemoratius va arribar l'església anglicana. Sonihat va decidir conduir la seva família deu milles al nord, a una casa construïda el 1880 que passaria a anomenar-se Casa de la Balena, i que es restauraria l'octubre del 2011.